# Cynoglossum barbaricinum
Cynoglossum barbaricinum är en strävbladig växtart som beskrevs av Pier Virgilio Arrigoni och Selvi. Cynoglossum barbaricinum ingår i släktet hundtungor, och familjen strävbladiga växter. Inga underarter finns listade i Catalogue of Life.